# Lulu Lewe
Sophia-Luisa „Lulu“ Lewe (* 28. Februar 1992 in Delmenhorst), auch LVLV, ist eine deutsche Sängerin.

## Privatleben
Lulu Lewe wurde 1992 in Delmenhorst geboren und wuchs dort auch auf. Sie hat fünf Geschwister, darunter Sarah Connor und Anna-Maria Ferchichi, die mit dem Rapper Bushido verheiratet ist. Außerdem hat sie zwei 2008 geborene Halbbrüder. Nach dem Fachabitur studierte sie Grundschul-Lehramt. Mitte der 2010er-Jahre lernte sie ihren Mann kennen und heiratete ihn Ende 2019.

## Karriere
Lewe hatte 2001 im Alter von neun Jahren ihren ersten Auftritt in dem von Oliver Sommer inszenierten Musikvideo From Sarah with Love ihrer älteren Schwester Sarah Connor, das ihr zu erster Bekanntheit verhalf. Durch deren Doku-Soap Sarah & Marc Crazy in Love, die der Sender ProSieben im Sommer 2008 ausstrahlte, wurde Lewe weiter bekannt. Bereits vor der Ausstrahlung erhielt sie einen Vertrag vom Plattenlabel X-Cell Records, für das auch Connor und Terenzi arbeiteten.
Im August 2008 erschien ihre Debütsingle Crush on You bei der Sony-Tochter X-Cell Records. Dabei handelt es sich um ein Cover des Songs Chase, einer Filmmusik Giorgio Moroders von 1978 zu 12 Uhr nachts – Midnight Express. Die Produzenten Lewes sind der Geschäftsführer des Labels, George Glueck, sowie Brock Landers und Leslie Gains. Crush on You stieg auf Platz 16 der deutschen Singlecharts ein. 2009 vertrat sie in der 2. Staffel der Castingshow Dein Song ihre Schwester und sang im Finale zusammen mit der Kandidatin Janina Picard das Lied Under Your Wings.
Nach längerer musikalischer Abstinenz brachte Lewe 2023 unter dem Pseudonym LVLV mit Vergessen, Sexy und Winterschlaf drei Singles auf den Markt. 2024 gelangte sie mit ihrem Tanzpartner Massimo Sinató in der 17. Staffel der RTL-Show Let’s Dance auf den fünften Platz.

## Diskografie

### Singles
als Lulu Lewe
- 2008: Crush on You
- 2008: Stars Stop Spinning

als LVLV
- 2023: Vergessen
- 2023: Sexy
- 2023: Winterschlaf
- 2024: Alles vorbei
- 2024: Was es mit mir macht
- 2025: Frei

### EPs
als LVLV
- 2024: Abdriften

## Filmografie
- 2001: From Sarah with Love (Musikvideo, Regie: Oliver Sommer)
- 2005–2008: Sarah & Marc in Love (Doku-Soap, 17 Folgen)
- 2009: Dein Song (Staffel 2, Finale)
- 2024: Let’s Dance (17. Staffel)